# Zion National Park
Het Nationaal park Zion is een nationaal park in de Verenigde Staten, gelegen in het zuidwesten van de staat Utah, nabij het plaatsje Springdale. Het park ligt op het snijvlak van drie geografische regio's: het Colorado Plateau, de Great Basin en de Mojavewoestijn. Deze unieke ligging zorgt voor een uitzonderlijke variatie aan landschappen, ecosystemen en biodiversiteit. Het werd in 1909 een National Monument, en in 1919 een National Park, in 1937 werd het park uitgebreid met Kolob.
Zion staat bekend om zijn geologische formaties zoals bergen, kloven, mesas, monolieten, rivieren, 'slot canyons' en natuurlijke bogen. De meest prominente verschijning is Zion Canyon, die 24 kilometer lang is en tot 800 meter diep. De canyonwanden bestaan uit karakteristiek rood en geel Navajo-zandsteen, gevormd door miljoenen jaren erosie door de North Fork van de Virgin River.
De hoogste top in het park is Horse Ranch Mountain met een hoogte van 2660 meter, terwijl het laagste punt ligt op 1117 meter bij Coalpits Wash. Het park beslaat een oppervlakte van ongeveer 590 vierkante kilometer.

## Geschiedenis
De menselijke bewoning in het gebied gaat terug tot ongeveer 8000 jaar geleden, toen kleine groepen Native Americans in de regio leefden. Rond Het begin van de Christelijke jaartelling leefden hier "Anasazi" of oude Pueblo-volkeren, tot ongeveer 1200. Toen leefde de stam van de Paiute hier tot de mormoonse pioniers aankwamen.
De naam ‘Zion’ kreeg dit park van mormoonse pioniers in 1860. De mormonen of "Heiligen van Jezus Christus van de laatste dagen" zijn een religie die vooral in Utah gevestigd is. Afgeleid van het Bijbelse ‘Zion’, kreeg dit voor hen de betekenis van een plek van rust en veiligheid. Ook de naam Kolob komt uit hun geschriften, het betekent: de eerste schepping, een plek dicht bij God.
In 1909 werd het gebied door president William Howard Taft aangewezen als Mukuntuweap National Monument om de canyon te beschermen. Omdat de oorspronkelijke naam moeilijk uit te spreken was en mogelijk bezoekers afschrikte, werd deze in 1918 veranderd in Zion National Monument. In 1919 kreeg het gebied de status van nationaal park. In 1937 werd het Kolob-gedeelte apart als monument aangewezen, maar dit werd in 1956 bij het park gevoegd. In 2009 werd 85% van het park officieel aangewezen als wildernisgebied.

### Doel van het park
Het doel van Zion National Park is het beschermen van de dramatische geologie, waaronder de kleurrijke Navajo-zandsteenkloven, het behouden van het wilderniskarakter en de rivierlandschappen, het beschermen van archeologische en culturele waarden, en het bevorderen van wetenschappelijk onderzoek en recreatief gebruik.

## Geografie
Zion National Park ligt voornamelijk in de county’s Washington, Iron en Kane. De noordelijke Kolob Canyons-sectie is bereikbaar via Interstate 15. Belangrijke geologische kenmerken zijn onder meer  Zion Narrows, Emerald Pools, Hidden Canyon, Angels Landing, The Great White Throne, Checkerboard Mesa, The Three Patriarchs, Kolob Canyons en Kolob Arch een van de langste natuurlijke bogen ter wereld.
De Virgin River speelt een belangrijke rol in de vorming van Zion Canyon en heeft een van de steilste stroomgradaties in Noord-Amerika, variërend van 9,5 tot 15,2 meter per kilometer. De weg door Zion Canyon is 9,7 kilometer lang en eindigt bij de Temple of Sinawava, genoemd naar de coyote-god van de Paiute.

## Ecologie
Het park heeft 800 soorten planten, 75 soorten zoogdieren, 271 vogels, 32 reptielen en amfibieën en 8 soorten vis. Voorbeelden hiervan zijn herten, hagedissen en bedreigde diersoorten zoals de slechtvalk, de gevlekte bosuil en de wilgenfeetiran.

## Afbeeldingen

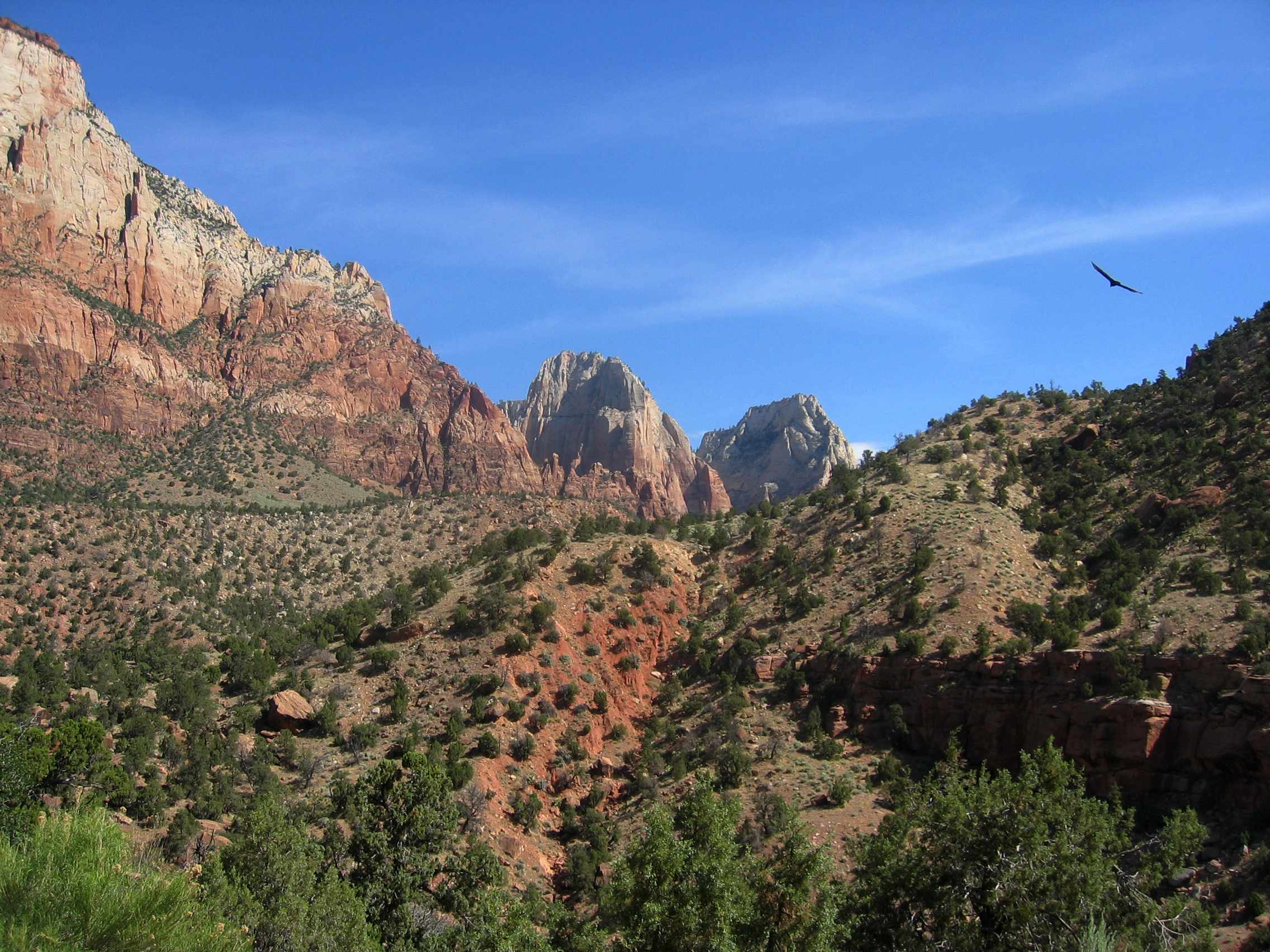
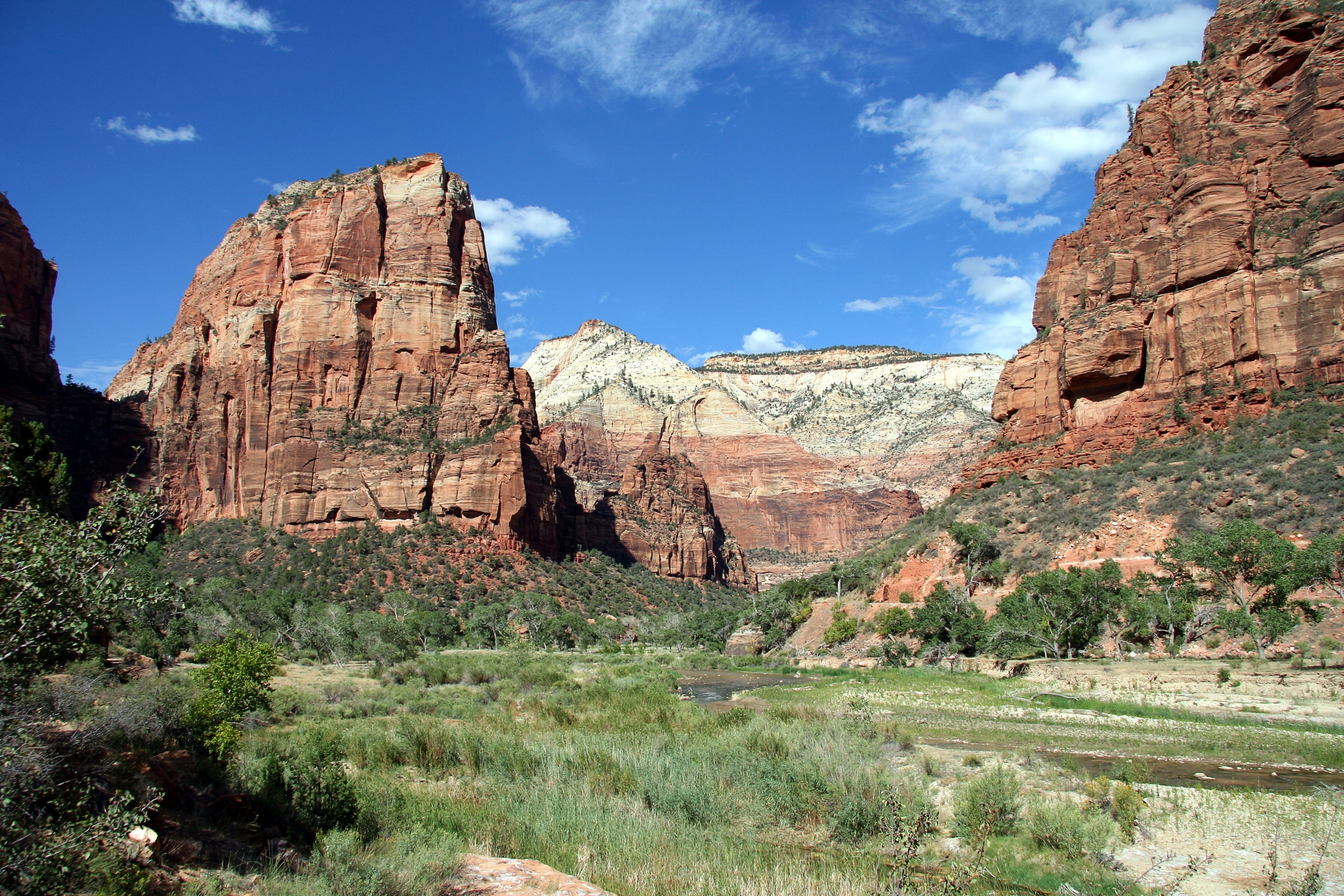
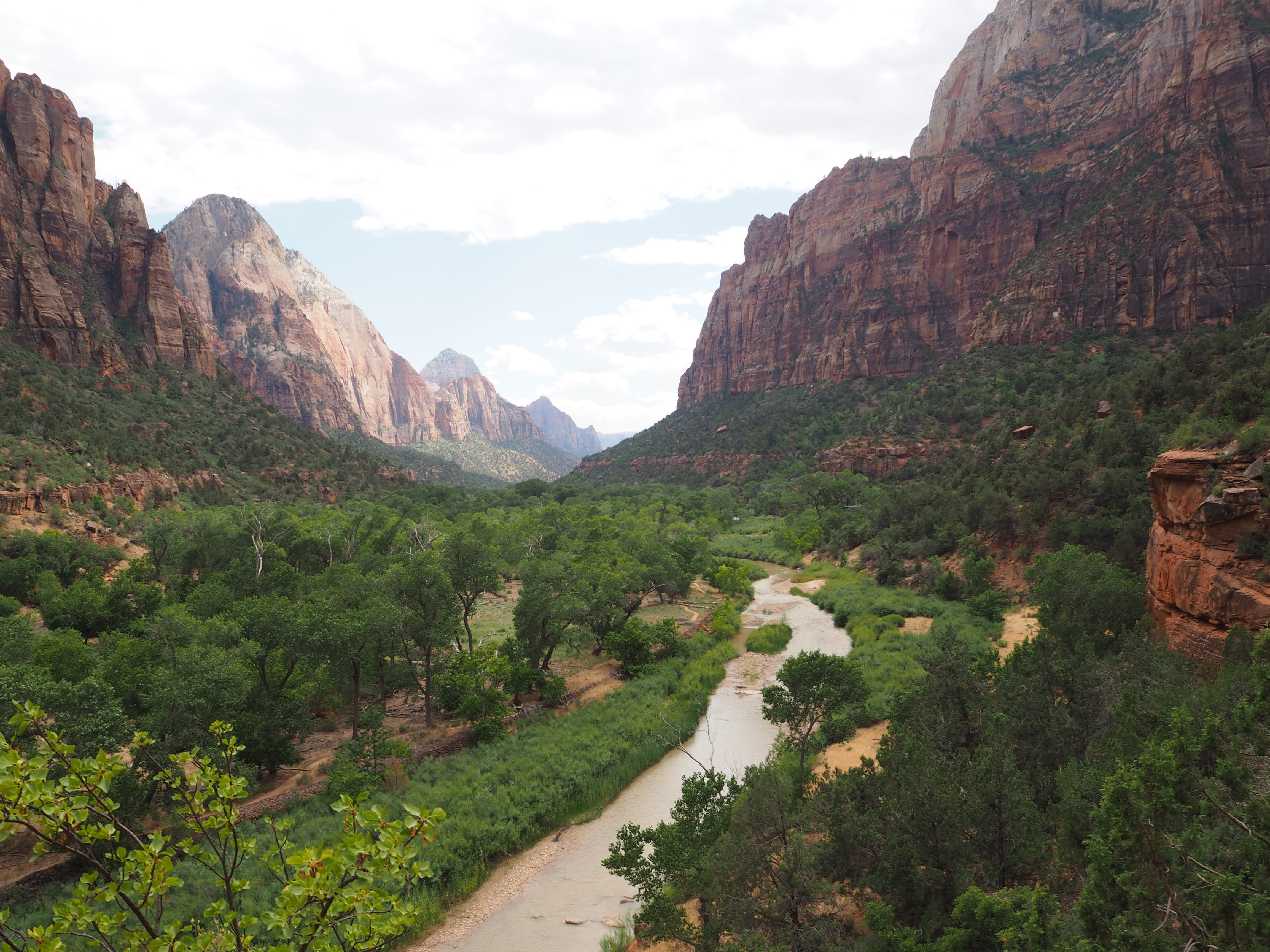
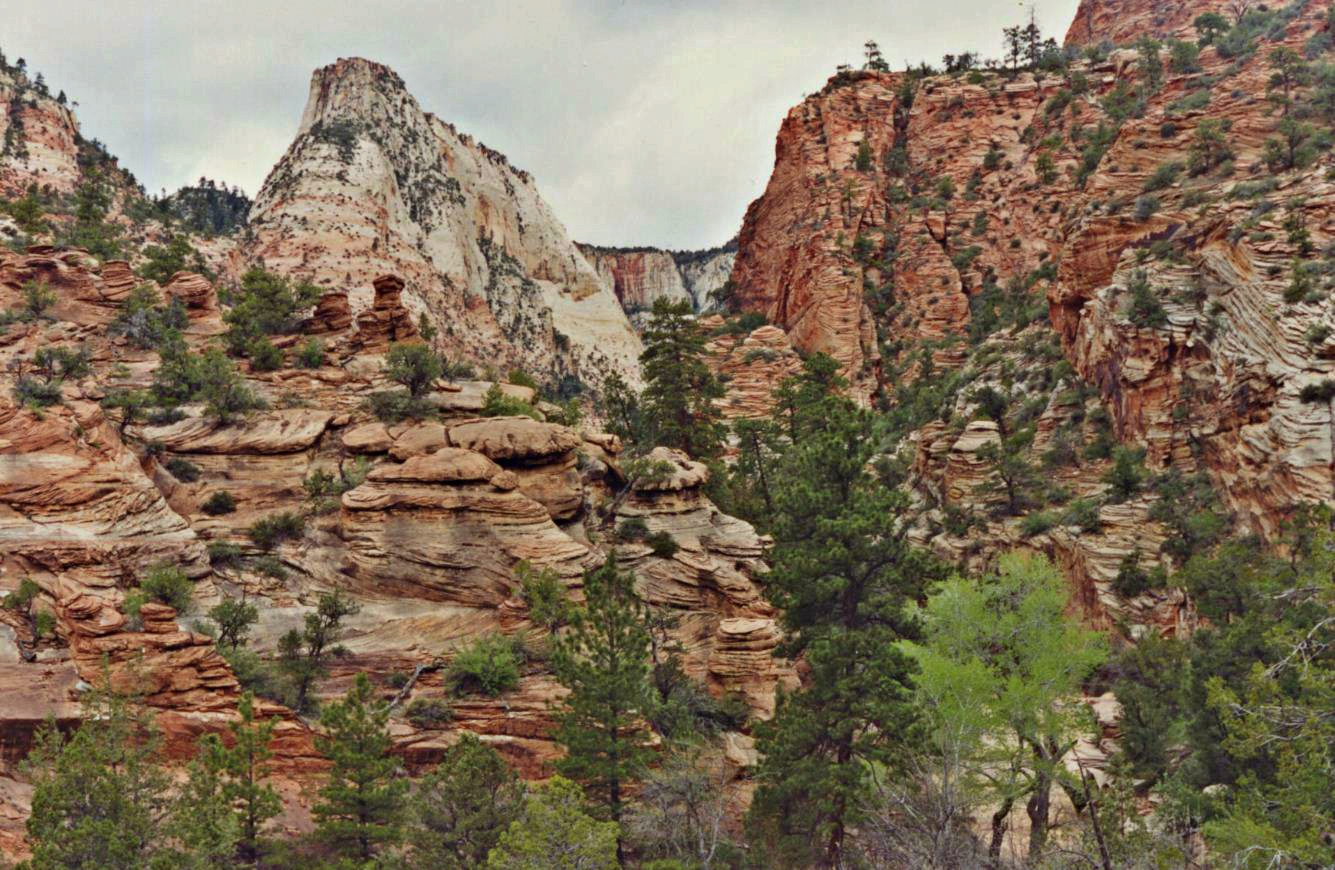
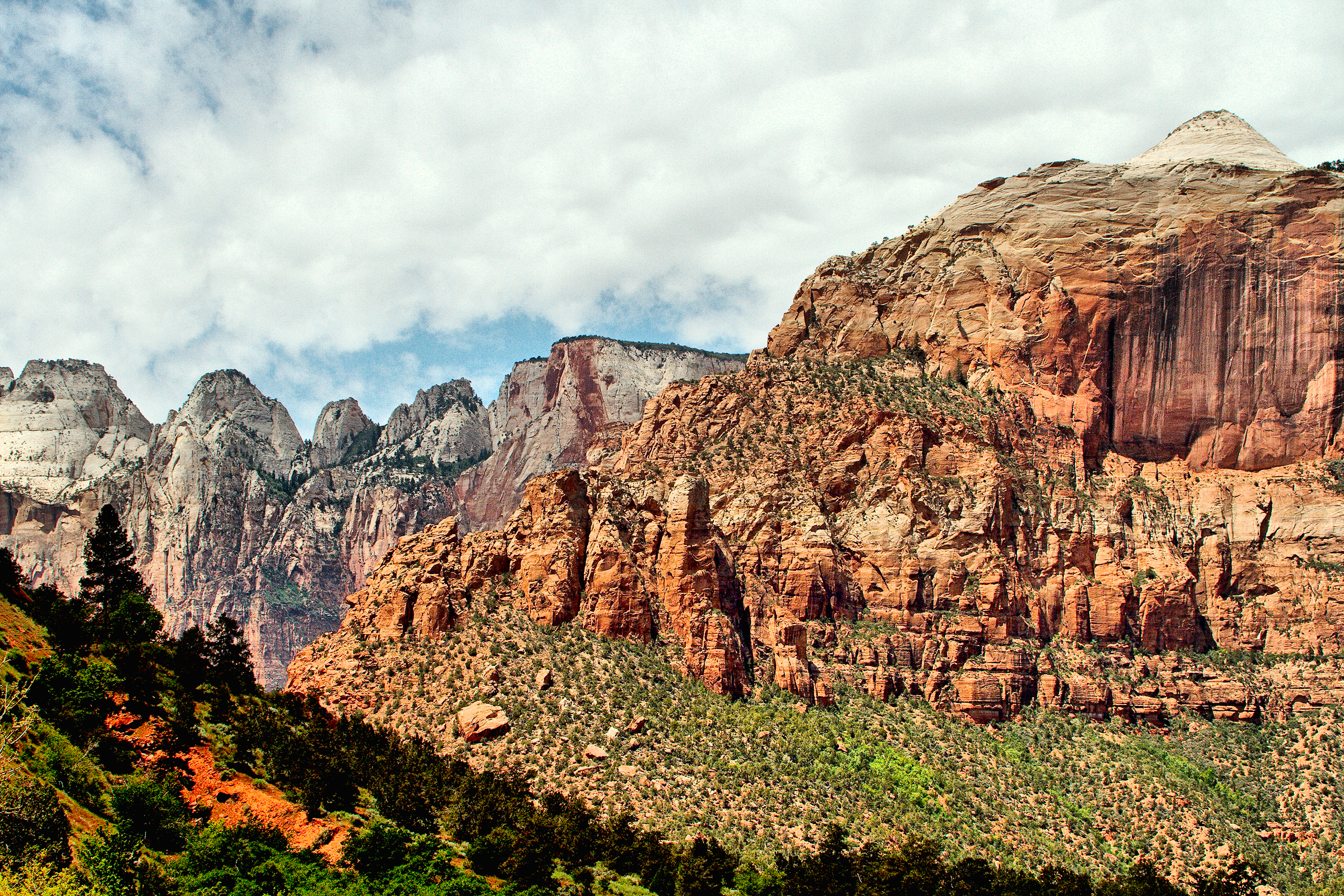
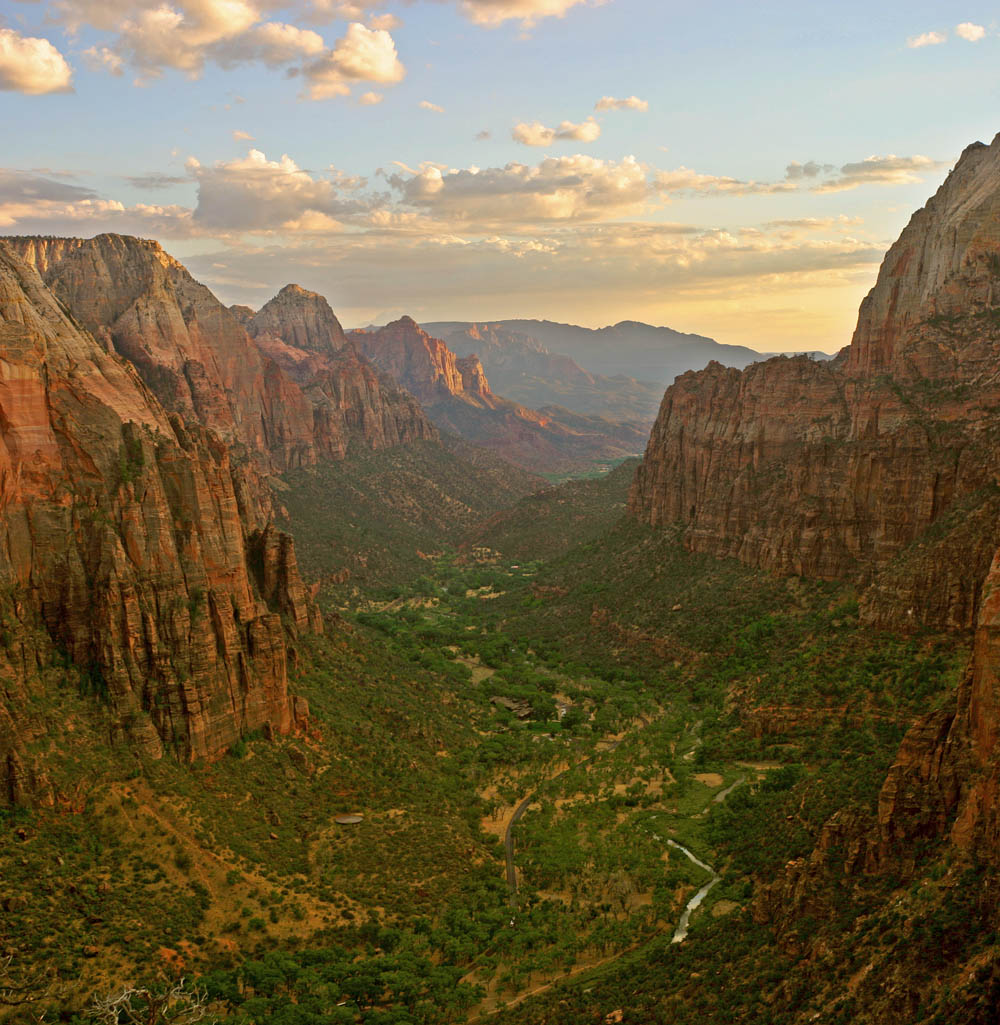
Zion Canyon zoals te zien vanaf de top van Angels Landing bij zonsondergang.